# تورینو هانت
تورینو هانت (انگلیسی: Torino Hunte؛ زادهٔ ۱۴ دسامبر ۱۹۹۰) بازیکن فوتبال اهل پادشاهی هلند است.
از باشگاه‌هایی که در آن بازی کرده‌است می‌توان به باشگاه فوتبال آیندهوون (۱۹۰۹) و باشگاه فوتبال فنلو اشاره کرد.